# Castillo de Fontalva
El Castillo de Fontalva, en el Alentejo, está situado en el llamado Monte Velho de Fontalva, parroquia de Santa Eulalia, municipio de Elvas, distrito de  Portalegre, Portugal.

## Historia

### Antecedentes
Aunque se dispone de poca información sobre esta fortificación, en la margen derecha de la Ribeira de Fontalva, se cree que se erigió sobre los restos de un antiguo castillo  prerromano, ocupado sucesivamente por los romanos y más tarde por los musulmanes, lo que requiere una mayor investigación.

### El castillo medieval tardío
Los restos de la estructura actual datan de finales del siglo XV o incluso de principios del  XVI, bajo el reinado de  Juan III (1521-1557), cuando se adaptó a la residencia con las características de una casa solariega.

### Desde elsigloXIXhasta nuestros días
En algún momento del siglo XIX o en la primera mitad del siglo XX, varios edificios fueron demolidos en manos privadas, y fueron unidos a los muros, externamente en los lados norte, este y noroeste; e internamente, en el sur.
Está clasificada como «Propiedad de Interés Público» por Decreto publicado el 29 de septiembre de 1977.
En la segunda mitad del siglo XX, con el fin de adaptar la propiedad rural para fines turísticos, se erigió un comedor en el piso superior del lado oeste. Recientemente, estos trabajos han continuado en ausencia del poder público, con la rehabilitación de los pavimentos, la recuperación de la mampostería y el yeso, el encalado, la instalación de techos, puertas y ventanas, el agua corriente, la electricidad y la calefacción central.

## Características
Erigida en posición dominante en la cima de una colina, a una altitud de 337 metros sobre el nivel del mar, presenta una planta  pentagonal irregular, flanqueada por cinco cubos en los vértices, mas dos que flanquean la puerta de entrada, en un arco de medio punto, que se desgarra en el muro este. Esta puerta está coronada por una piedra con las armas de la familia Silva, superpuesta por un tronco cruzado y este, a su vez, por una cruz en un nicho. La «Puerta de la Traición» se desgarra al suroeste. Tanto la pared, atravesada por un adarve, como los cubos están amenazados de ruina.